# Altamira, Brazilia
Coordonate: 3° 12' S, 52° 12' W
Altamira (aparținând de Pará PA) este un oraș în Brazilia.